# Marmorierte Baumwanze

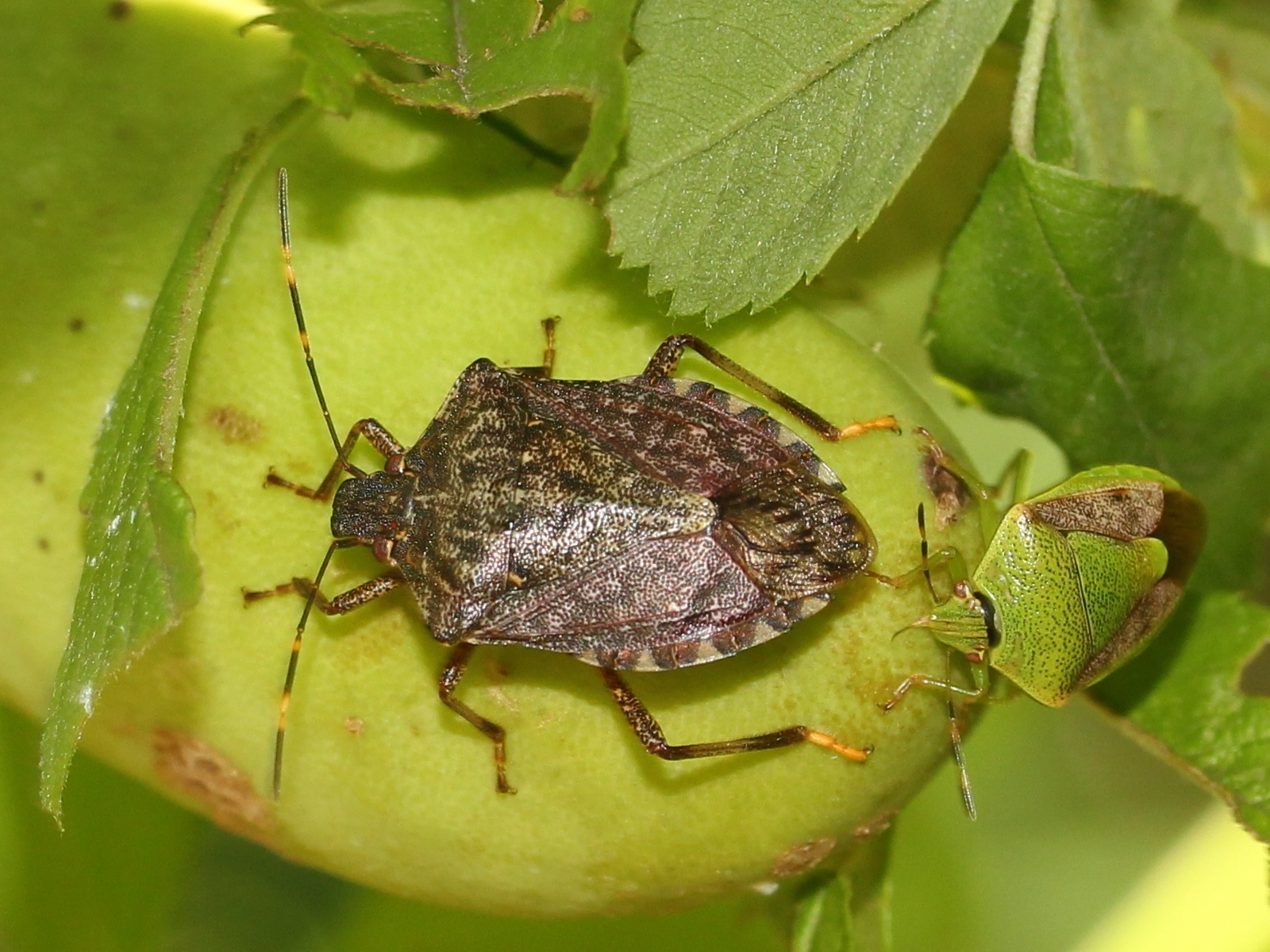
Halyomorpha halys (dahinter die grün gefärbte Plautia stali)

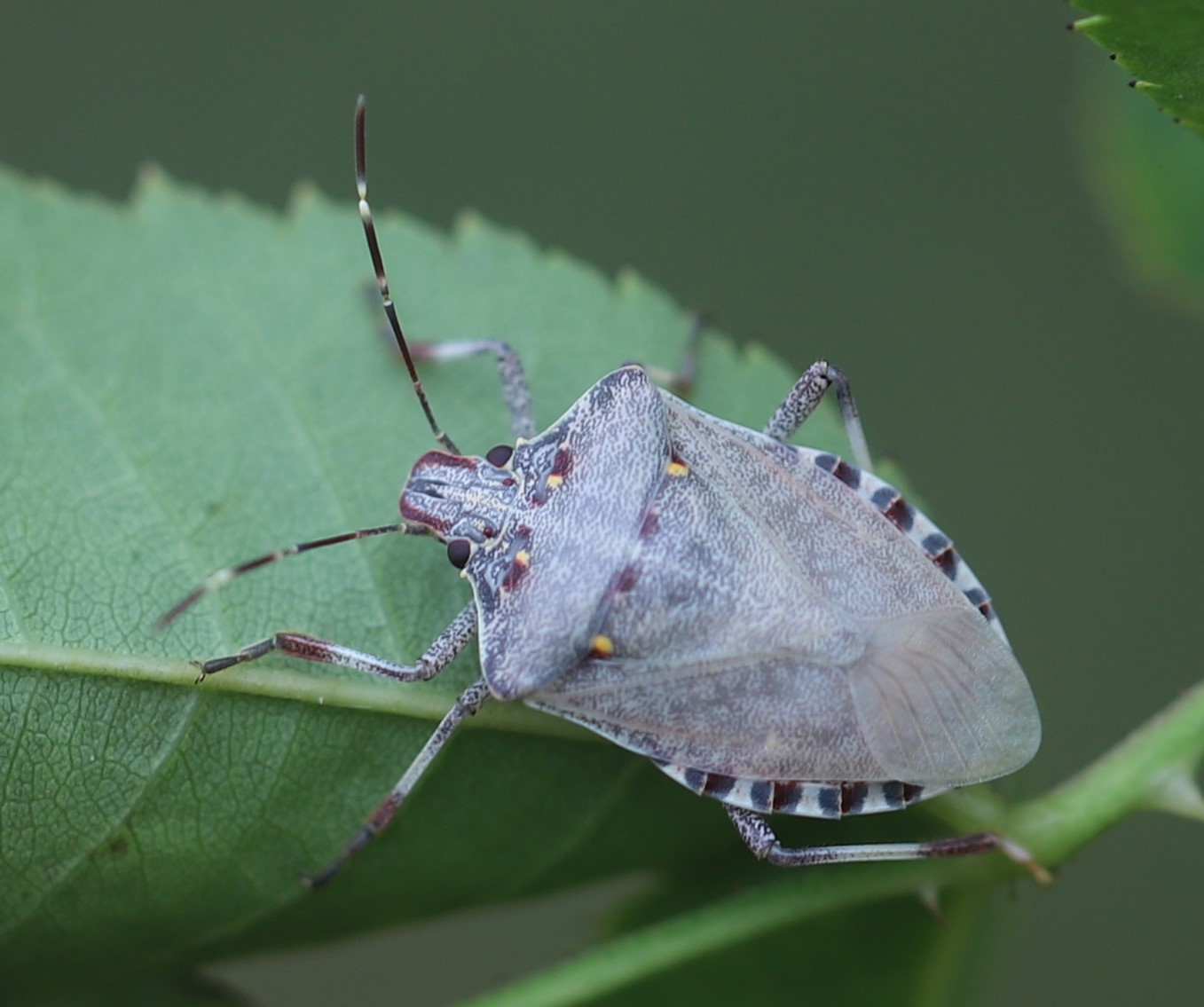
Imago, noch nicht ausgefärbt

Die Marmorierte Baumwanze (Halyomorpha halys, umgangssprachlich auch Stinkwanze oder BMSB (vom englischen Namen brown marmorated stink bug)) ist eine Baumwanzen-Art mit natürlicher Verbreitung im gemäßigten (temperaten) Ostasien.
Die Art gilt als landwirtschaftlicher Schädling und wurde als Neozoon nach Nordamerika, später auch nach Europa eingeschleppt und hier bereits in Deutschland, Frankreich, Griechenland, Italien, Österreich, Ungarn, der Schweiz und Spanien nachgewiesen.

## Merkmale

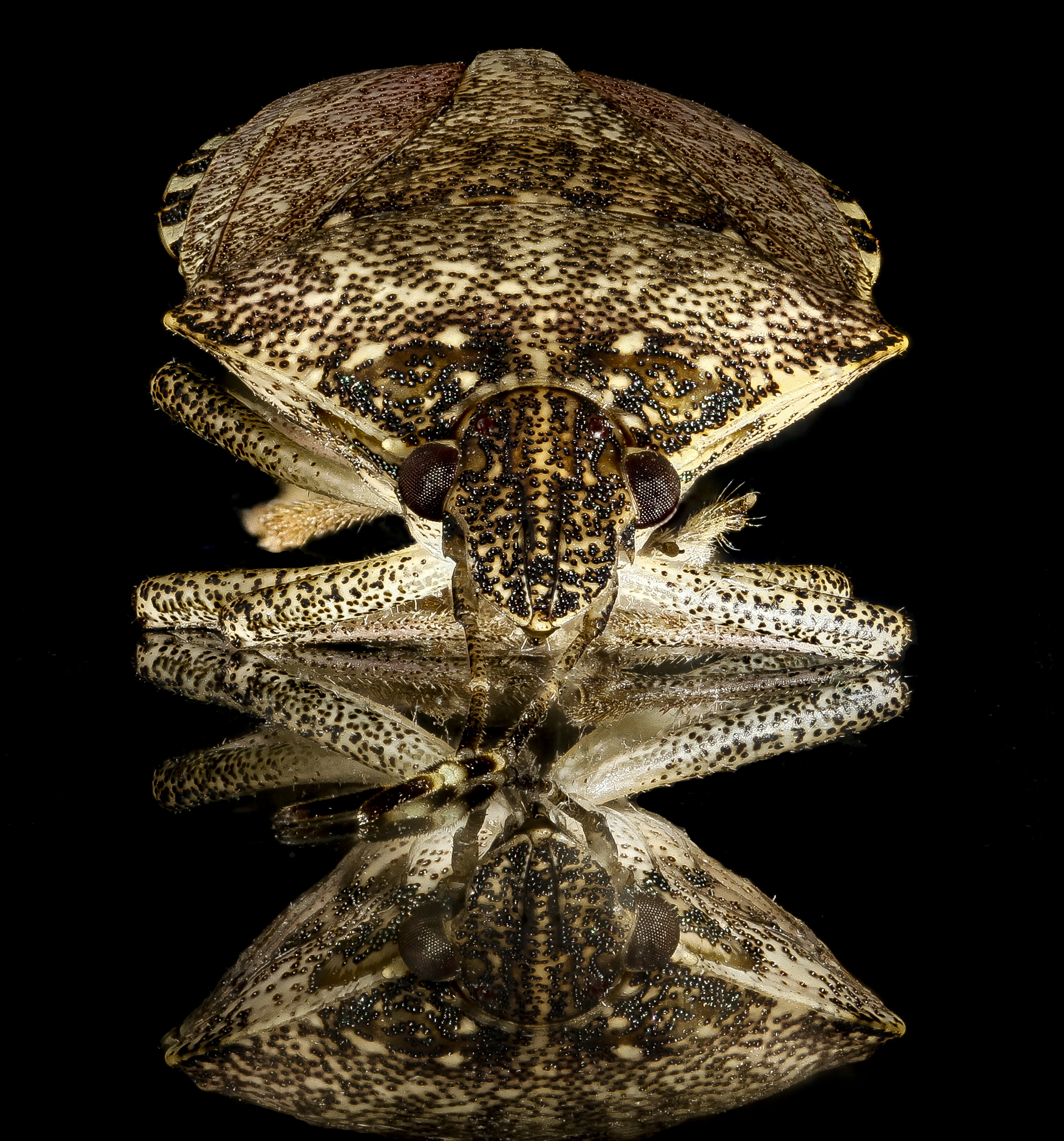
Ansicht von vorn

Es handelt sich mit 12 bis 17 Millimeter Körperlänge um eine relativ große Wanzenart mit der für Baumwanzen typischen robusten, etwas blattförmig verbreiterten Körpergestalt. Sie ist in der Grundfarbe ockerfarben, mit zahlreichen dichtsitzenden schwarzen Punkten. Am Kopf ist der Clypeus seitlich dunkel gefärbt. Von den Antennen ist das erste Glied blass mit dunklen Punkten, das zweite ebenso gefärbt oder großenteils verdunkelt. Das dritte Glied ist vollständig dunkel. Das vierte Segment ist dunkel mit je einem hellen Ring am unteren (basalen) und oberen (apikalen) Ende, das fünfte besitzt einen basalen hellen Ring. Es ergibt sich ein weißes Ringelmuster auf dunklem Grund. Das Scutellum trägt eine Reihe aus fünf hellen Schwielen (Calli) am basalen (vorderen) Rand. Diese Punktreihe gilt als das beste Feldmerkmal zur Erkennung der Art, kann jedoch variabel ausgeprägt sein. Der seitlich über die Hemielytren vorstehende Abschnitt des Hinterleibs, das Connexivum, trägt wie bei vielen Baumwanzen eine auffallende schwarz-weiße Fleckenzeichnung. Das Corium der Hemielytren ist bei manchen Exemplaren rötlich überlaufen. Die Membran der Flügel ist glasklar (hyalin) mit einer undeutlichen Zeichnung aus Längsstreifen. Die Unterseite des Körpers ist blass gelblich, die Sternite des Hinterleibs sind in der Mitte hell und nur am Außenrand spärlich dunkel punktiert. Die Beinglieder (Femora, Tibien und Tarsen) sind ockerfarben, aber zum Ende hin breit verdunkelt.
Der Kopf der Art ist in Aufsicht langgestreckt rechteckig mit seitlich vorspringenden, großen Komplexaugen und zwei roten, knopfförmigen Ocelli. Die Vorderecken des Pronotums, hinter den Komplexaugen, sind etwas dornförmig verlängert. Das zweite freie Sternit des Hinterleibs (anatomisch: das dritte Segment) ist glatt und trägt weder einen Dorn noch einen Vorsprung.
In Mitteleuropa bestehen Verwechslungsmöglichkeiten mit der Grauen Gartenwanze (Rhaphigaster nebulosa), der Spitzbauchwanze (Troilus luridus) oder der Beerenwanze (Dolycoris baccarum).
Die Art ist als Neubürger der mitteleuropäischen Fauna in den meisten Feldführern und Bestimmungswerken noch nicht enthalten.

## Verbreitung
Die Art ist natürlich verbreitet im Osten Asiens, Nachweise liegen hier vor aus Ostchina, Japan, Korea und der Insel Taiwan.
Mit Erstnachweis 2001 in Pennsylvania wurde die Art aus China nach Nordamerika eingeschleppt. Von dort aus hat sie sich massiv ausgebreitet und erreichte bereits 2004 Oregon und damit die Pazifikküste. Seit 2012 kommt sie auch in Kanada (Ontario) vor.
Der erste europäische Nachweis erfolgte 2004 im Großraum Zürich in der Schweiz. Seither breitet sich die Art auch hier aus, wobei städtische (urbane) Habitate bevorzugt werden. 2007 konnte eine unabhängige Einschleppung mit Transportkisten nach Bremerhaven durch sofort eingeleitete Bekämpfungsmaßnahmen noch an der Etablierung gehindert werden; 2011 erfolgte der erste deutsche Nachweis in Konstanz. 2017 wurde die Art im Raum Stuttgart nachgewiesen; nach einem entsprechenden Zeitungsbericht Mitte September 2018 in Freiburg erfolgten viele Sichtmeldungen. Im Landkreis Lörrach gab es z. B. in Fischingen erste Schäden. In Bayern wurde die Art in Lindau (Bodensee), München/Freising, Erlangen und Würzburg nachgewiesen. Ebenfalls in Hamburg ist sie präsent.
In Südtirol erfolgte der Erstnachweis 2016, nachdem sie in Italien erstmals 2012 im Raum Modena nachgewiesen werden konnte. Die italienische Region Friaul-Julisch Venetien stellte im März 2017 für ihre Obstbauern insgesamt 3,5 Mio. EUR als wirtschaftlichen Schadens-Ausgleich für die Zeit bis Ende 2020 bereit.
Stand 2022 ist die Art nach modernen Datensammlungen wie iNaturalist vor allem im Westen Deutschlands weit verbreitet. Hier wird sie meistens entlang des Rheins gefunden, von der Oberrheinebene über das Rhein-Main-Neckar-Gebiet bis zum Niederrhein und Ruhrgebiet. Doch auch in und um Stuttgart, München, Berlin und Leipzig finden viele Funde statt. Insgesamt kann die Art in den meisten Gebieten Deutschlands gefunden werden, fehlt aber entlang der Meeresküsten, in Schleswig-Holstein und Mecklenburg-Vorpommern sowie den meisten Mittelgebirgsgegenden. In den Gebieten, in denen sie vorkommt, ist sie meist sehr häufig. So ist sie heutzutage eine der 8 am häufigsten in Bürgerdaten nachgewiesenen Wanzenarten in ganz Deutschland.

## Biologie und Lebensweise

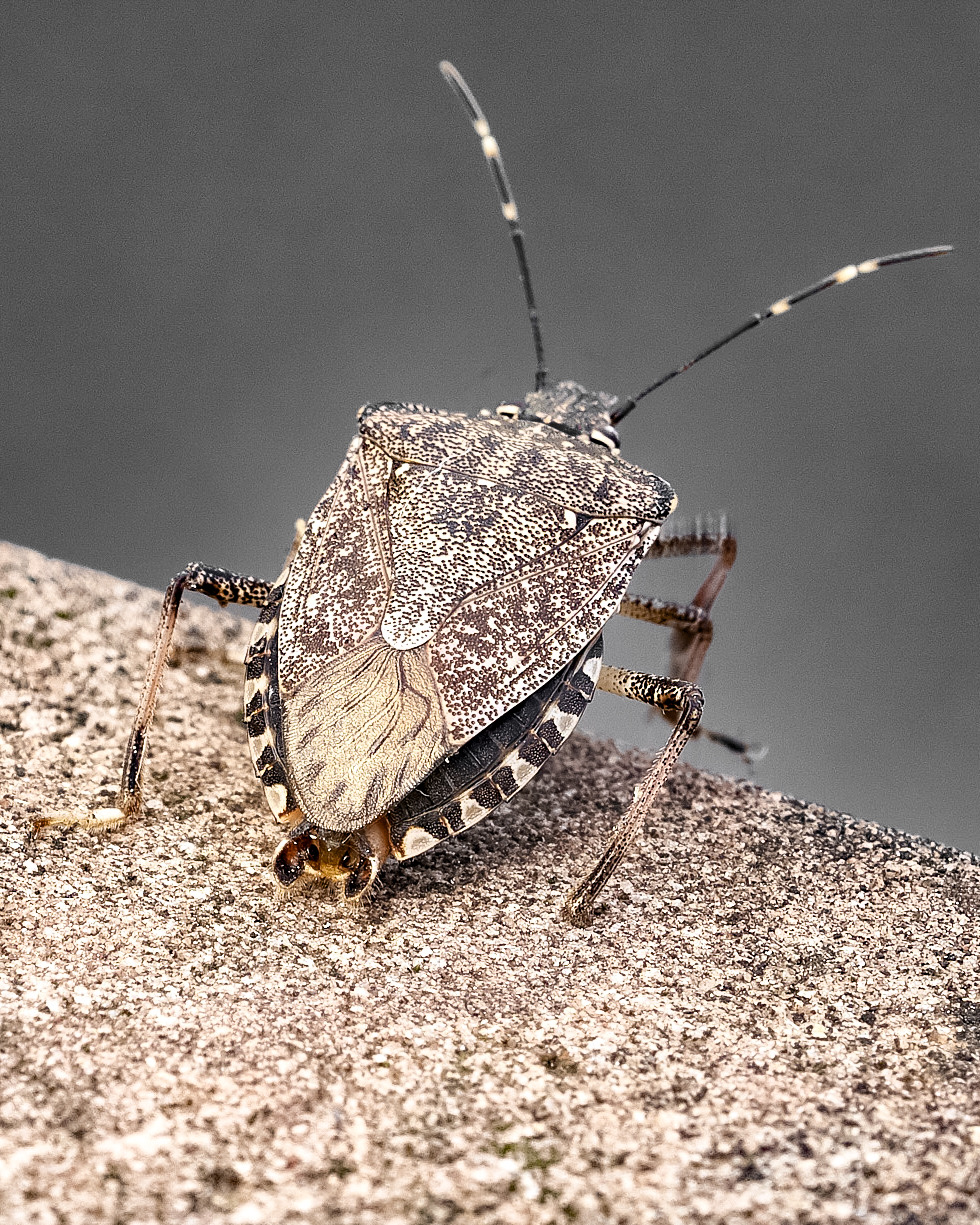
Marmorierte Baumwanze auf Buntsandstein in Heidelberg.

Die Art überwintert als Imago und wird aktiv, wenn die Temperaturen etwa 10 °C überschreiten. Sie sind im Wesentlichen pflanzensaugend. Befallen werden zahlreiche Baum- und Straucharten, gelegentlich auch krautige Arten. Insgesamt sind mehr als 300 Wirtsarten bekannt (polyphage Art), mit einer gewissen Bevorzugung von Arten aus der Familie der Rosengewächse. Besaugt werden neben den Blättern auch die Früchte. Große Populationen waren in der Schweiz zum Beispiel an Trompetenbaum (Catalpa), Jungfernreben (Parthenocissus), Esche, Vogelbeere und Sommerflieder (Buddleja) zu finden. Die Weibchen beginnen mit der Eiablage im Frühsommer. Die kleinen Eigelege werden auf der Blattunterseite der Wirtspflanzen abgelegt. Die nach wenigen Tagen schlüpfenden Nymphen durchlaufen bis zur Imago (Bezeichnung für das erwachsene geschlechtsreife Insekt nach der Verpuppung oder der letzten Häutung) fünf Stadien, Mindesttemperatur für ihre Entwicklung sind 14 °C. In China, ihrer natürlichen Heimat, entwickeln sich bis zu sechs Generationen in einem Jahr. Möglicherweise gibt es auch in der Schweiz zumindest eine zweite Generation im selben Jahr. Im Herbst wandern die adulten Wanzen von der Pflanze ab und suchen besondere Überwinterungsquartiere auf, gern sonnenexponierte Hausfassaden. Besonders gerne verkriechen sich die Wanzen im Mauerwerk, sind aber auch auf Dachböden oder in Blumenkisten auf dem Balkon zu finden.

## Schadwirkung
Die Marmorierte Baumwanze wird vor allem durch das Besaugen von Früchten schädlich. Darunter beispielsweise Pfirsich, Apfel, Birnen, Haselnuss, Weinrebe, aber auch Mais, Sojabohne, Tomate, Paprika und Aubergine. Um das Pflanzengewebe durch den Saugrüssel aufnehmen zu können, enthält der Speichel von Wanzen proteolytische d. h. Eiweiß abbauende Enzyme zur Verflüssigung des Gewebes. Der Speichel verursacht damit die typischen Schadbilder wie Verformungen, Verfärbungen und Nekrosen (Zerfall des Gewebes). Des Weiteren können durch den Saugvorgang Pflanzenpathogene übertragen werden. Im Jahr 2020 wurde nachgewiesen, dass H. halys den Stigmatomykose-auslösenden Hefepilz Eremothecium coryli beim Einstechen in unreife Haselnüsse überträgt.
In Norditalien entstanden im Jahr 2019 durch H. halys Schäden in der Höhe von 356 Millionen Euro an Pfirsich-, Birnen- und Nektarinen-Kulturen. Weitere Schäden gab es an Apfel-, Kiwi-, Tomaten, Paprika-, Bohnen- und Mais-Kulturen. Bereits 2010 führte ein H. halys-Ausbruch in den USA zu Schäden in der Höhe von über 37 Millionen US-Dollar alleine in Apfel-Kulturen.
Die Marmorierte Baumwanze tritt zusätzlich als Lästling in Gebäuden auf. Im Jahr 2012 befanden sich in einem Zeitraum von 181 Tagen an einem einzigen Haus in Maryland (USA) mehr als 26 000 überwinternde H. halys-Individuen. Ähnliche Beobachtungen mit einer geringeren Anzahl an Individuen wurden auch in Deutschland regelmäßig an Pflanzenschutzdienste wie dem LTZ Augustenberg, gemeldet.

## Bekämpfung
Obwohl die Wanze auch in den neuen Verbreitungsgebieten von zahlreichen biologischen Antagonisten wie z. B. parasitoiden Hymenopteren attackiert wird, reichen diese gewöhnlich nicht zur Kontrolle aus, da sie gegenüber der Marmorierten Baumwanze nicht ausreichend spezialisiert sind. Ein Import von aus Asien stammenden, spezialisierten Ei-Parasitoiden der Gattung Trissolcus (Familie Scelionidae) für die Anwendung einer Strategie zur biologischen Schädlingsbekämpfung in den USA wurde geprüft. 2014 stellte man jedoch fest, dass sich die Samurai-Wespe (Trissolcus japonicus), die in Asien Parasitierungsraten von 70 bis 90 % gegenüber der Marmorierten Baumwanze erzielt, bereits in den USA befindet. In Europa wurde die Samurai-Wespe erstmals 2017 in der Schweiz nachgewiesen. Inzwischen ist sie auch in Deutschland angekommen.
Die Bekämpfung der Marmorierten Baumwanze mit Pflanzenschutzmitteln gestaltet sich schwierig, da sie eine besonders hohe Toleranz dagegen aufweist. In den USA wurden mehrere Insektizide auf ihre Wirkung gegenüber der Marmorierten Baumwanze getestet mit dem Ergebnis, dass lediglich Breitbandinsektizide, die nicht selektiv, d. h. gegenüber einer Vielzahl von Insekten toxisch wirken, ausreichend wirksam sind. In Italien führte der massive Befall von H. halys sogar dazu, dass die gesetzlich festgelegten "Integrated-Pest-Management"-Richtlinien nachträglich gelockert wurden, so dass weitere Behandlungen mit Breitbandinsektiziden ermöglicht wurden.

## Entwicklungsstadien
Mehrere Entwicklungsstadien der Marmorierten Baumwanze als Nymphe:

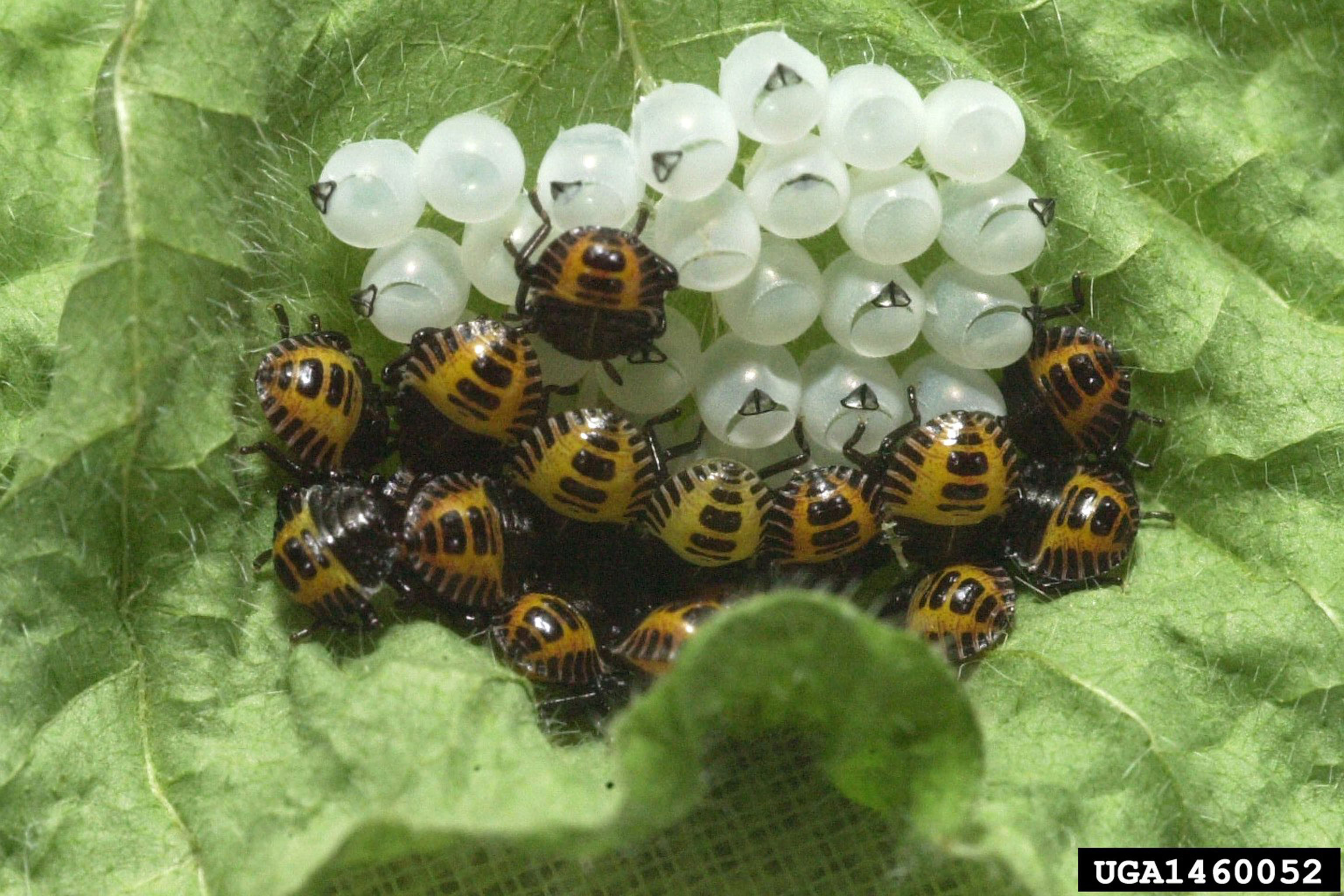
Eigelege mit frisch geschlüpften Nymphen
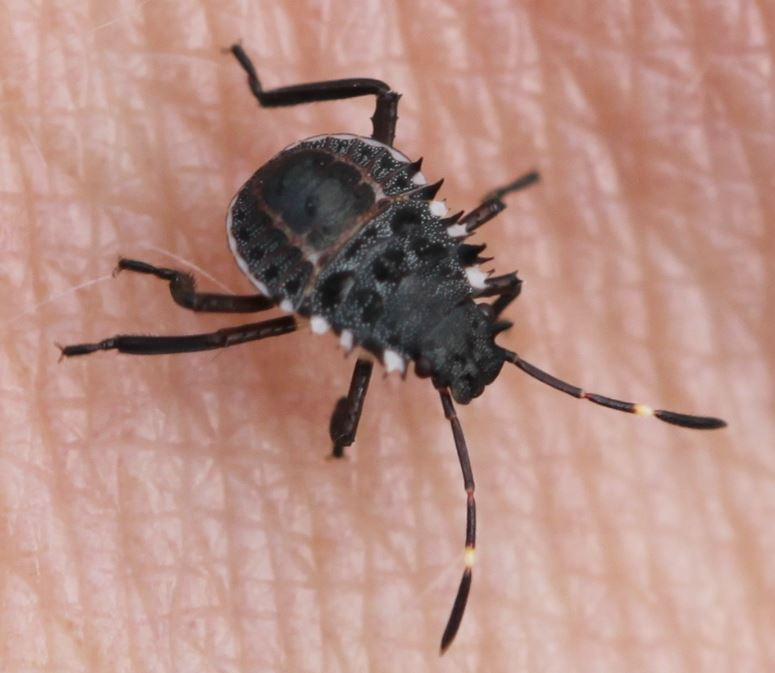
Nymphe – Dorsalansicht
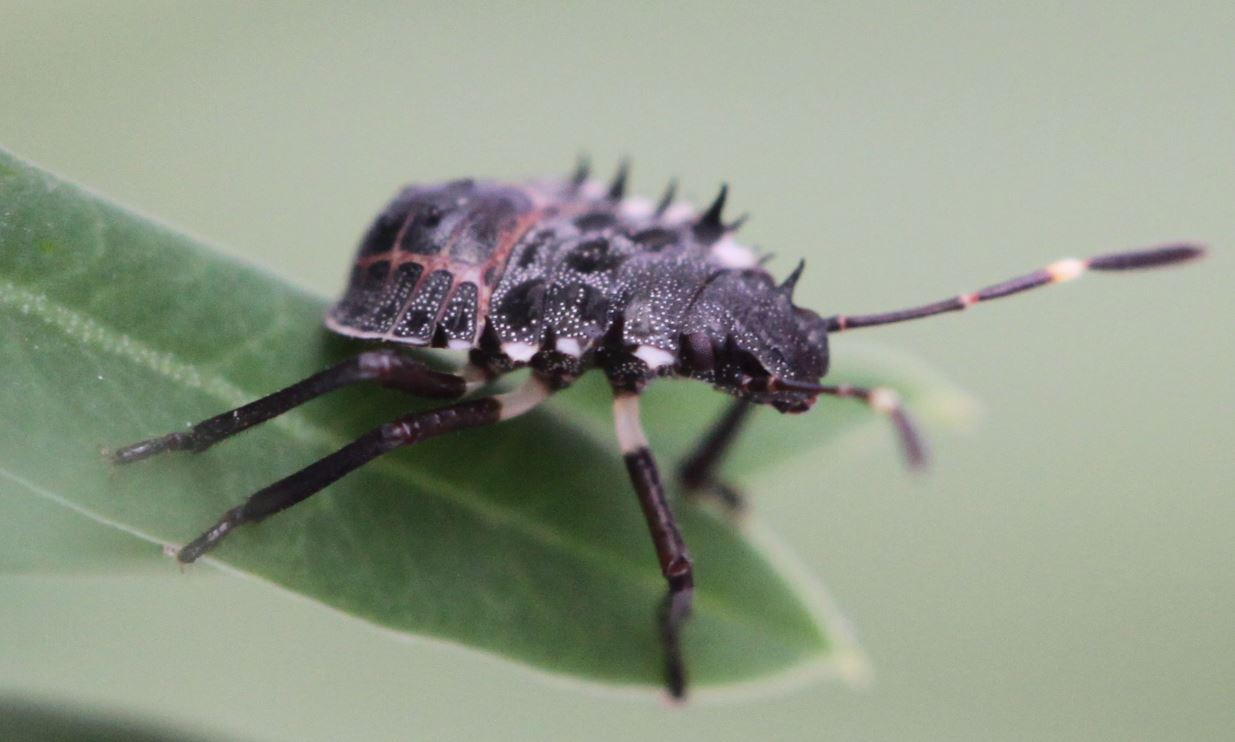
Nymphe – Seitenansicht
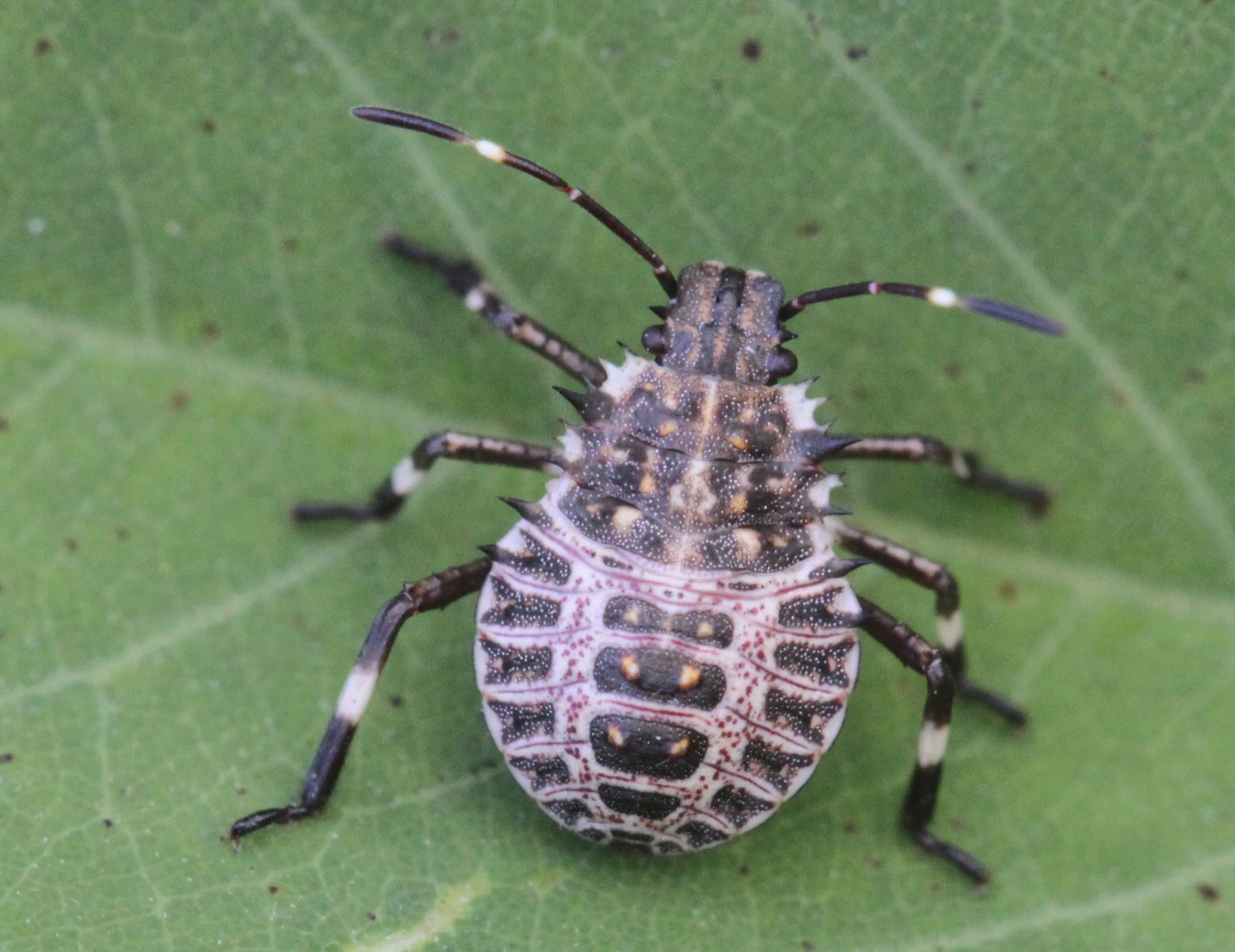
4. Nymphenstadium
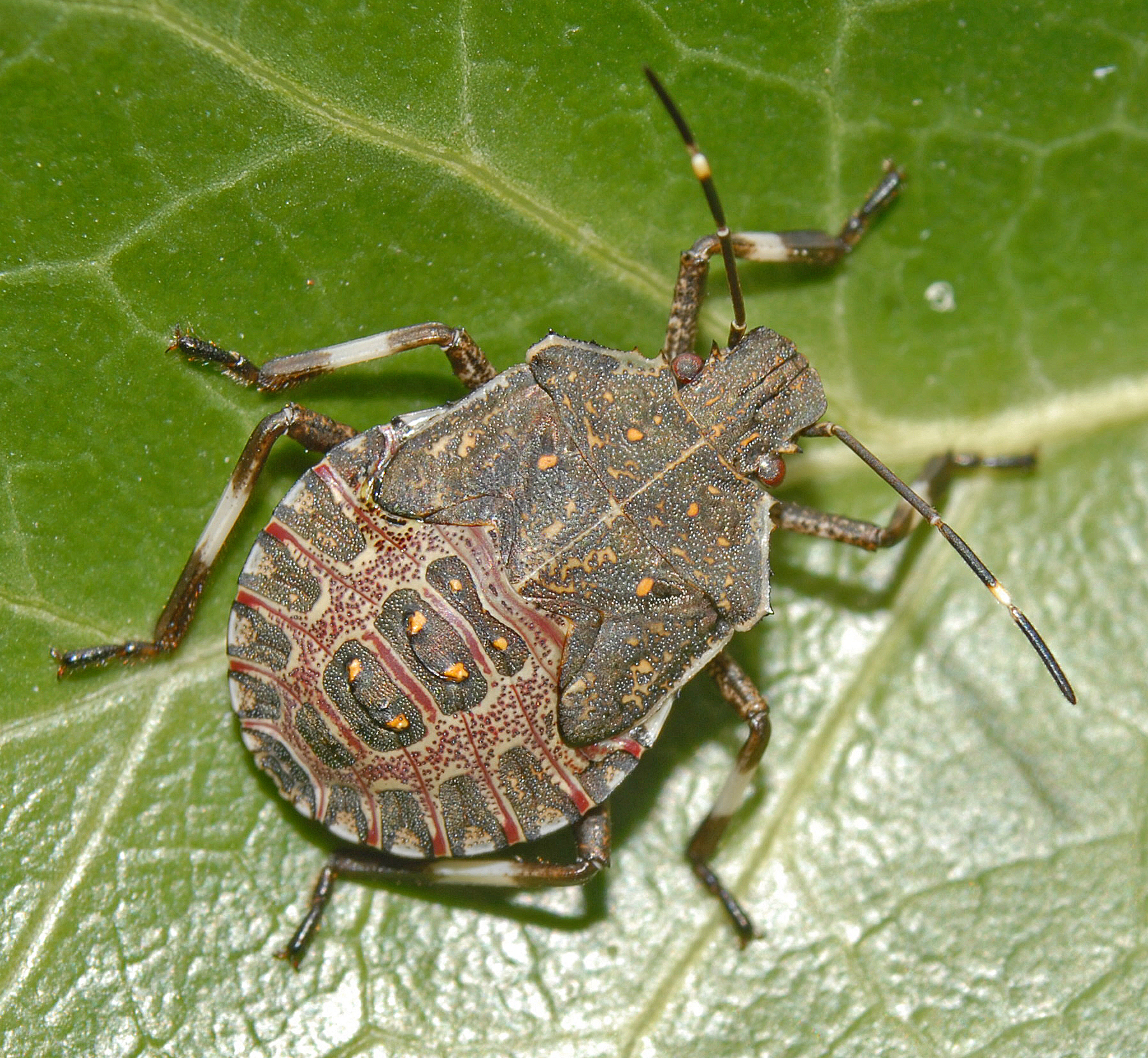
5. Nymphenstadium